# Arenshoved
Arenshoved, Arnshoved, Arnshøft (dansk), Ahrenshöft (tysk) eller Oornshaud (nordfrisisk) er en landsby og kommune i det nordlige Tyskland under Kreis Nordfriesland i delstaten Slesvig-Holsten.

## Geografi
Arenshoved (Arnshøft) ligger cirka 10 km nord for Husum umiddelbart nord for Årlåen i landlige omgivelser. I den vestlige del af kommunen går Bundesstraße 5 og banelinjen fra Husum til Nibøl, og i den østlige del går Bundesstraße 200 fra Husum mod Flensborg. Kommunen omfatter Store og Lille Arenshoved samt Jægerkro (ty: Jägerkrug, nordfr. Jäägerkrooch), Stenbjerg (ty. Steinberg) og Ægbjerg (ty. Eiberg).

## Historie
Kommunen nævnes første gang i 1455 som Vrenshoude. Stednavnet er enten afledt af orne eller ørn (oldnordisk ari) og hoved (sml. oldnordisk Arnhofði ≈ ørnhoved).
Landsbyen hører historisk under Trelstorp Sogn (Nørre Gøs Herred). Byen Arenshoved havde tidligere en egen kirke, hvoraf endnu grundstenen findes.

## Erhvervsliv
I Arenshoved ligger det forhenværende affaldsdeponi for Nordfrislands Kreds.